# Ischnophygas telephoroides
Ischnophygas telephoroides är en skalbaggsart som beskrevs av Thomson 1868. Ischnophygas telephoroides ingår i släktet Ischnophygas och familjen långhorningar. Inga underarter finns listade i Catalogue of Life.